# Vincenzo Sofo
Vincenzo Sofo (nascido em 18 de dezembro de 1986 em Milão) é um político italiano.
Em 2019 foi eleito para o Parlamento Europeu no círculo eleitoral do Sul, mas foi um dos três candidatos italianos suspensos enquanto aguardam a saída dos deputados britânicos para o Brexit. Ele assumiu oficialmente seu assento em 1 de fevereiro de 2020.

## Vida pessoal
Sofo mantém uma relação Marion Maréchal desde 2018.